# معوق (هندسة ميكانيكية)

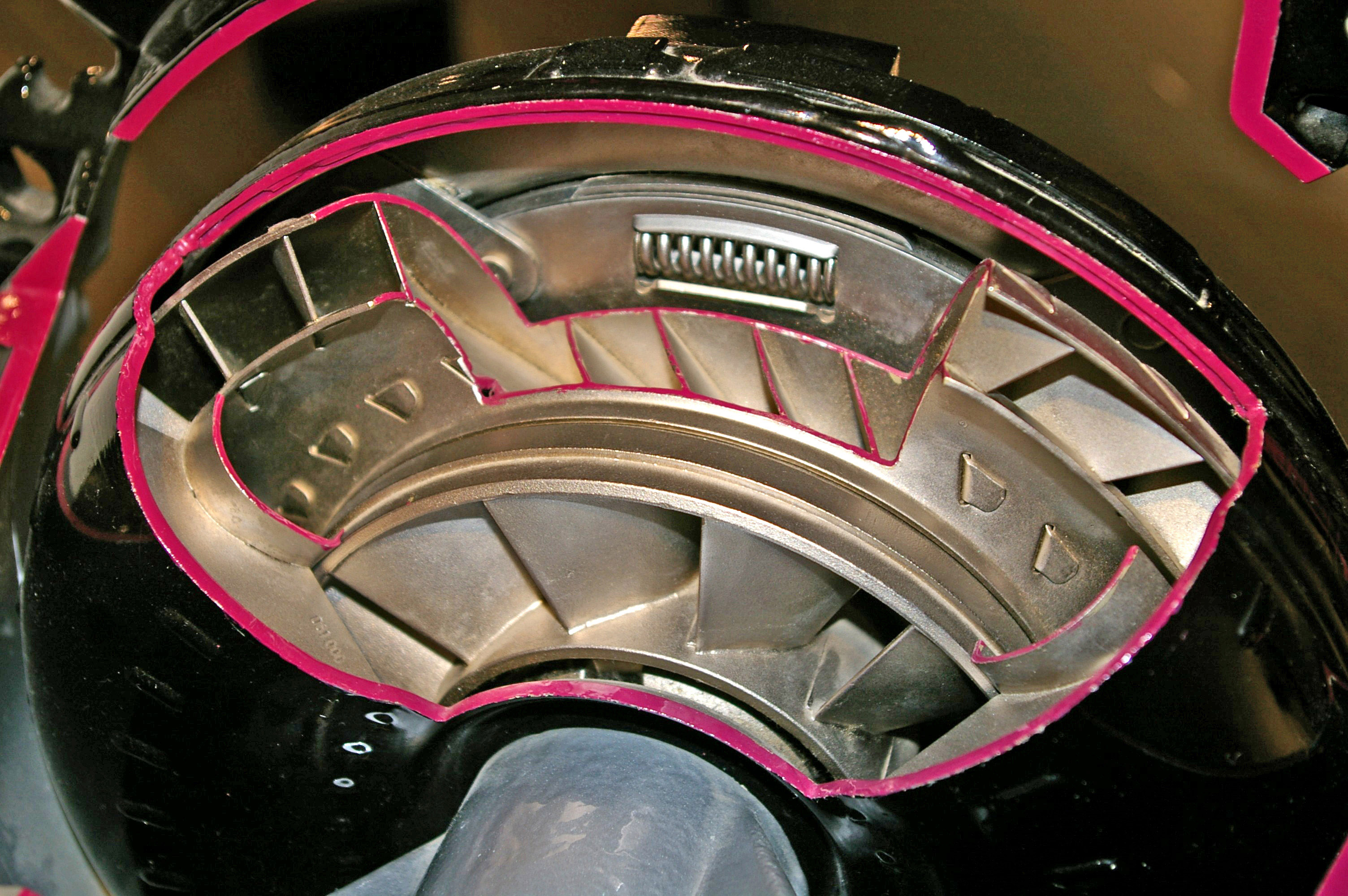
مبدل عزم الدوران، مفتوح، داخليًا يشبه المعوّق

المُعَوِّق أو المُعَوِّقَة (بالإنجليزية: Retarder)‏ هو جهاز يستخدم لزيادة أو استبدال بعض وظائف أنظمة الكبح الأساسية القائمة على الاحتكاك، وعادةً ما يكون ذلك في المركبات الثقيلة. تعمل المعوقات على إبطاء المركبات، أو الحفاظ على سرعة ثابتة أثناء السير على منحدر، وتساعد في منع المركبة من التسارع غير المقصود أو لا يمكن التحكم فيه عند السفر على سطح طريق ذو منحدر غير مستوٍ. إنها ليست قادرة عادةً على إيقاف المركبات، حيث تقل فعاليتها كلما انخفضت سرعة المركبة. وبدلاً من ذلك، تُستخدم عادةً مساعدةً إضافيةً لإبطاء المركبات، مع إجراء الكبح النهائي بواسطة نظام الكبح الاحتكاكي التقليدي. من الفوائد الإضافية التي يمكن أن توفرها المعوّقات هي زيادة عمر خدمة مكابح الاحتكاك، حيث تُستخدم لاحقًا بشكل أقل تكرارًا، وخاصةً عند السرعات العالية. بالإضافة إلى ذلك، تلعب المكابح الهوائية دورًا مزدوجًا في الحفاظ على ضغط الهواء.
تكون أنظمة الكبح المعتمدة على الاحتكاك عرضة لفتور المكبحية [الإنجليزية] عند استخدامها على نطاق واسع لفترات متواصلة، وهو ما قد يكون خطيرًا إذا انخفض أداء الكبح إلى ما دون المطلوب لإيقاف السيارة: على سبيل المثال، إذا كانت شاحنة أو حافلة تنحدر على منحدر طويل، فستحتاج إلى شيء مثل منحدر شاحنة خارج المسار للتوقف بأمان. على سبيل المثال، إذا كانت الشاحنة أو الحافلة تنحدر في منحدرٍ طويلٍ، وإلا فإنها تتطلب شيئًا مثل منحدر الإفلات [الإنجليزية] للتوقف بأمان. ولهذا السبب، غالبًا ما تُجَهَّز هذه المركبات الثقيلة بنظام تكميلي لا يعتمد على الاحتكاك.
لا تقتصر المعوقات على المركبات المحركية الطرقية، بل يمكن استخدامها أيضًا في أنظمة السكك الحديدية. اُستُخدم النموذج المبدئي البريطاني لقطار الركاب المتقدم [الإنجليزية] (APT) معوّقات هيدرولية للسماح للقطار عالي السرعة بالتوقف على نفس المسافة مثل القطارات المعيارية المنخفضة السرعة، حيث لم يكن النظام القائم على الاحتكاك البحت قابلاً للتطبيق.